# 磯山純
磯山 純（いそやま じゅん、1983年6月12日 - ）は、茨城県水戸市出身のシンガーソングライター、主に茨城県内で活動するローカルタレント。

## 来歴・人物
茨城県水戸市双葉台出身。水戸市立双葉台小学校、水戸市立双葉台中学校、茨城高等学校を経て、早稲田大学へ進学・卒業。
高校在学中に同じクラスの友人とアコースティックユニットを結成したことが、音楽活動を始める切っ掛けとなる。
大学進学後は、アコースティックユニット「Lonin(ロニン)」を結成し、都内のライブハウスを中心に活動。ユニットでの活動は徐々に人気を得て、音楽事務所にも所属。メジャーデビューを目指したが、自身の喉にポリープが見つかったことで長期休業を余儀なくされ、デビューを断念。東京で学習塾の講師として働く。
2011年、東日本大震災で大きな被害を受けた水戸の街の復興支援・地域活性化のために自身ができることを模索する中、音楽による地域貢献を構想。東京で働きながら、週末は帰郷して水戸駅前でストリートライブを始め、音楽活動を再開する。
後に、自身の出身地である茨城県水戸市を活動拠点とし、シンガーソングライター・ローカルタレントとして本格的に活動を開始。
「サラリーマンは週5日勤務で働く。これと同じで自分も歌えるところがあれば週5回どこでも歌う。」と自ら語る通り、自身のCD1000枚と水戸市・茨城県の観光パンフレットを併せて配布し、茨城県外での配布が終了するまで水戸に戻らないストリートライブツアー、「CD1000枚売るまで帰りま1000ひとりで茨城広めてきまツアー」の敢行など、県内外での地道なライブ活動が功を奏し、2012年には茨城県立県民文化センター（小ホール）での460名動員のライブ、2014年には同会館大ホールにて1500名動員のワンマンライブを成功させる。
2016年からは、茨城県産の食材を使ったフードコーナーと野外ライブを融合したイベント、「茨城県総合物産音楽フェスティバル」を企画・主催。千波湖の会場に約2万人の動員を成功させるなど、活動の規模を拡大し続けている。
地域振興と音楽を融合させた活動が注目され、茨城県水戸市より「みとの魅力宣伝部長」、茨城新聞より「茨城新聞親善大使」を委嘱されている。

## ディスコグラフィー

### マキシシングル
| 知らなければ                                                                               | 2012年発売 | LakeSideRecords |
| CW：Father／Knock                                                                          |            |                 |
| いつか湖のほとりで                                                                         | 2012年発売 | LakeSideRecords |
| CW：Dance Dance Dance-ラムコークを片手に-／月の満ち欠け                                    |            |                 |
| Acoustic1-ピアノと僕-                                                                      | 2012年発売 | LakeSideRecords |
| 収録曲:宿り木／思い出キラリ／輝ける明日へ                                                  |            |                 |
| Acoustic2-ピアノと僕-                                                                      | 2012年発売 | LakeSideRecords |
| 収録曲:ぐないぐない／キズナ／本当のはじまり                                                |            |                 |
| スプモーニ                                                                                 | 2013年発売 | LakeSideRecords |
| CW:テナント募集／すべてをかけて                                                            |            |                 |
| 愛のカタチ                                                                                 | 2014年発売 | LakeSideRecords |
| CW：桜色の街／ゴーグルウルトラマン                                                         |            |                 |
| 磯山純 CLASSICS1                                                                           | 2014年発売 | LakeSideRecords |
| 収録曲:レンタルが始まって／Rolling stone／ゴーグルウルトラマン(Instrumental)／月の満ち欠け |            |                 |
| 磯山純 CLASSICS 2                                                                          | 2015年発売 | LakeSideRecords |
| 収録曲:スプモーニ／桜色の街／流れ星                                                        |            |                 |

### アルバム
| Love yourself                   | 2013年 | LakeSideRecords |
| Love yourself〜for next stage〜 | 2014年 | LakeSideRecords |
| Love yourself～花々しく～       | 2017年 | LakeSideRecords |
| ピアノと僕3～Friends of mine～  | 2018年 | LakeSideRecords |
| heartport                       | 2020年 | LakeSideRecords |
| Sing for you                    | 2021年 | LakeSideRecords |
| ピアノと僕4                     | 2023年 | LakeSideRecords |
| ピアノと僕5                     | 2024年 | LakeSideRecords |

### DVD
| Jun Isoyama Live DVD | 2014年 | LakeSideRecords |

## 出演番組
- 「磯山純のLove yourself」（茨城放送、毎週(月)19:00 - 20:00）)[11]